# Lana J. Gordon

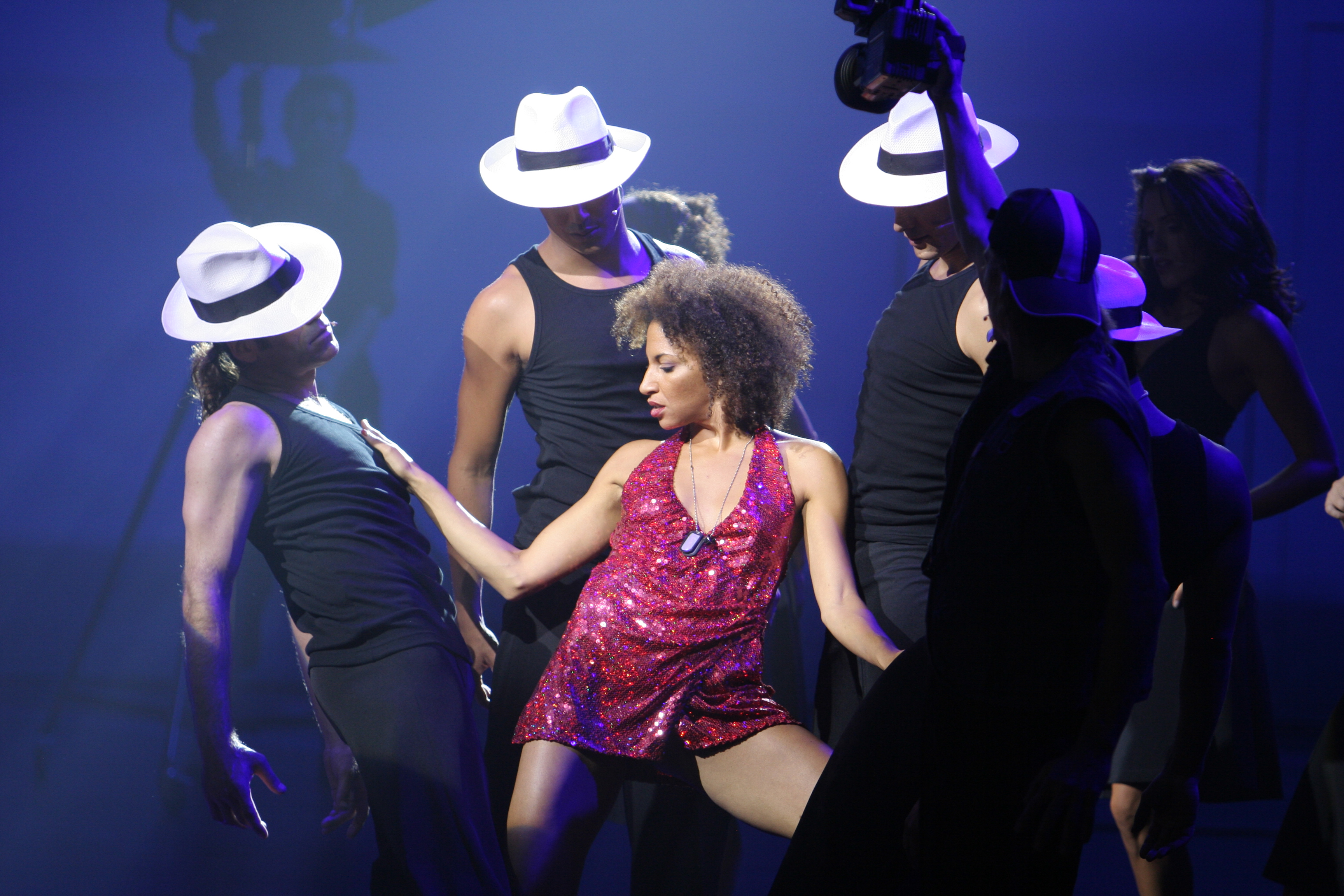
Lana Gordon

Lana J. Gordon (* in New London, Connecticut) ist eine US-amerikanische Sängerin.

## Leben
Lana Gordon kam 1989 nach New York City und studierte Tanz in der Alvin Ailey School mit einem Stipendium. Später wurde sie gefragt, ob sie dem Auswahl Ensemble unter der Leitung von Sylvia Waters beitreten möchte. Lana war mehr als 3½ Jahre in der Kompanie, bevor sie 1992 einer anderen Tanzauswahl namens Donald Bird The/Group beitrat. Im Sommer 1994 arbeitete sie als Solo-Künstler für drei Jahre in Japan. Im selben Jahr spielte sie Dionne in der Europa-Tournee im Musical Hair, geleitet von James Rado.
1997 absolvierte Lana ihr Broadway-Debüt in der Originalbesetzung des Musicals Der König der Löwen, wo sie im Ensemble und als Zweitbesetzung für Nala und Shenzi spielte. Nach 2½ Jahren verließ sie The Lion King und spielte die Rolle der Soulsister im Broadway-Musical Jesus Christ Superstar. Nicht länger als 6 Monate nachdem sie The Lion King verlassen hatte, fragte Disney, ob sie nicht zurückkommen will und boten ihr die Rolle der Shenzi. Lana spielte diese Rolle dann mehr als zwei Jahre. 2003 nahm sie die Rolle der Anita in der West Side Story Europa-Tournee unter der Direktion von Joey McKneely an. Vor kurzem startete sie ihre Karriere als Solo-Künstler in Europa. Während dieser ganzen Zeit war sie als Model für die US-Werbung, wie Film und Print gefragt. 2009 spielte Lana in dem Disney-Musical Tarzan in Hamburg im Theater Neue Flora die Rolle der Kala. Außerdem sang sie den Song Child in Time für die Alternative Hair Show. 2014 übernahm Gordon die Rolle der Velma Kelly im Musical Chicago im Palladium Theater Stuttgart.

## Musicals

### Broadway
- 1997–2001: The Lion King (Original Cast & Recording)
- 2000: Jesus Christ Superstar

### Theatre
- 1993: The Minstrel Show
- 1995: Hair (European Tour)
- 1995: Tommy
- 1996: Beggars Holiday
- 1997: Odysseus
- 1990: Stepping Out
- 2003–2005: West Side Story (European & Asian Tour)
- 2005: Chicago
- 2006: Carmen Cubana – A Latin Pop Opera
- 2007: Carmen Cubana – A Latin Pop Opera
- 2007–2008: West Side Story (European Tour)
- 2009: Tarzan
- 2012–2013: Sister Act
- ab 2014: Chicago

### Productions
- 1997: The Lion King Recording (Album)
- 2006: CarmenCubana Recording (Album)
- 2006: Garden of Love (Single)
- 2007: Hold on – that Piano Track (Single)
- 2007: Can We Live – Cover (Single)
- 2008: Angels (Single)
- 2008: Miracle Within (Single)
- 2008: Because Time (Single)
- 2008: Missing (Single)
- 2009: Yes! (Single, Western Union campaign song)
- 2009: Child in Time (Single) - Vertrieb Rebeat Music International
- 2014: Chicago Stuttgart Cast Recording (Album)